# Megarachne
Megarachne is een geslacht van uitgestorven zeeschorpioenen en werd lange tijd beschouwd als de grootste spin ooit, maar recentelijk is vastgesteld dat het een vertegenwoordiger van de nu uitgestorven groep der zeeschorpioenen is.  

## Kenmerken
In 1980 werd in gesteenten uit het Laat-Carboon in de Argentinië een fossiel aangetroffen dat als een reuzenspin werd geïnterpreteerd: het lichaam had een lengte van 34 cm en de poten hadden een lengte van ongeveer een halve meter. De interpretatie van Megarachne als een spin heeft vanaf het begin twijfels gewekt, maar de ontdekker en eigenaar van het fossiel stond verdere analyse niet toe. Toen de eigenaar overleed, werd het fossiel aan een nauwkeurige inspectie onderworpen. Megarachne bleek toen geen spin, maar een zeeschorpioen te zijn. Het heeft grote klauwen en twee samengestelde ogen, waar spinnen gewoonlijk acht kleine ogen hebben. Megarachne had ook een stevig lichaam met een geribbeld rugpantser, die niet van enige spin bekend is. Het schepsel leefde waarschijnlijk in een moeras en gebruikte zijn klauwen om voedsel te zoeken. Wat betreft uiterlijk en leefwijze zal Megarachne meer weg hebben gehad van een kreeft of krab dan van een echte spin. 